# سن-ژان-دو-لیل-دورلئان، کبک
سن-ژان-دو-لیل-دورلئان (به فرانسوی: Saint-Jean-de-l'Île-d'Orléans) شهری در منطقه شهری لیل-دورلئان ناحیه کاپیتل-ناسیونال در استان کبک کانادا است. در سرشماری سال ۲۰۱۱ این شهر ۸۹۷ نفر جمعیت داشته‌است و مساحت آن ۴۳٫۶۴ کیلومتر مربع است.